# حارة بير نهشل (صنعاء)
حارة بير نهشل هي إحدى حارات حي البليلي بمديرية الوحدة إحد مديريات العاصمة اليمنية صنعاء، بلغ تعداد سكانها 3482 نسمة حسب تعداد اليمن لعام 2004.